# Émile Gallé
Émile Gallé (Nancy, 4 de maig de 1846 - 23 de setembre de 1904), fou un industrial, mestre vitraller, ebenista i ceramista francès. Va ser fundador i primer president de l'Escola de Nancy el 1901.
Crescut implicat en l'art i el comerç, és una de les figures més remarcables de les arts aplicades de la seva època i un dels pioners de l'Art Nouveau. Va ser també un precursor en matèria de genètica i d'evolució genètica del món vegetal, els seus treballs desconeguts del gran públic són d'una gran idoneïtat, ja que precedeixen els de Mendel i anuncien, per tant, les grans línies. A la porta del seu taller de Nancy es podia llegir el lema: «La meva arrel és al fons dels boscos». La cita completa era: «Les nostres arrels són al fons dels boscos, entre escumes, entorn de les fonts».

## Biografia

### Primers anys

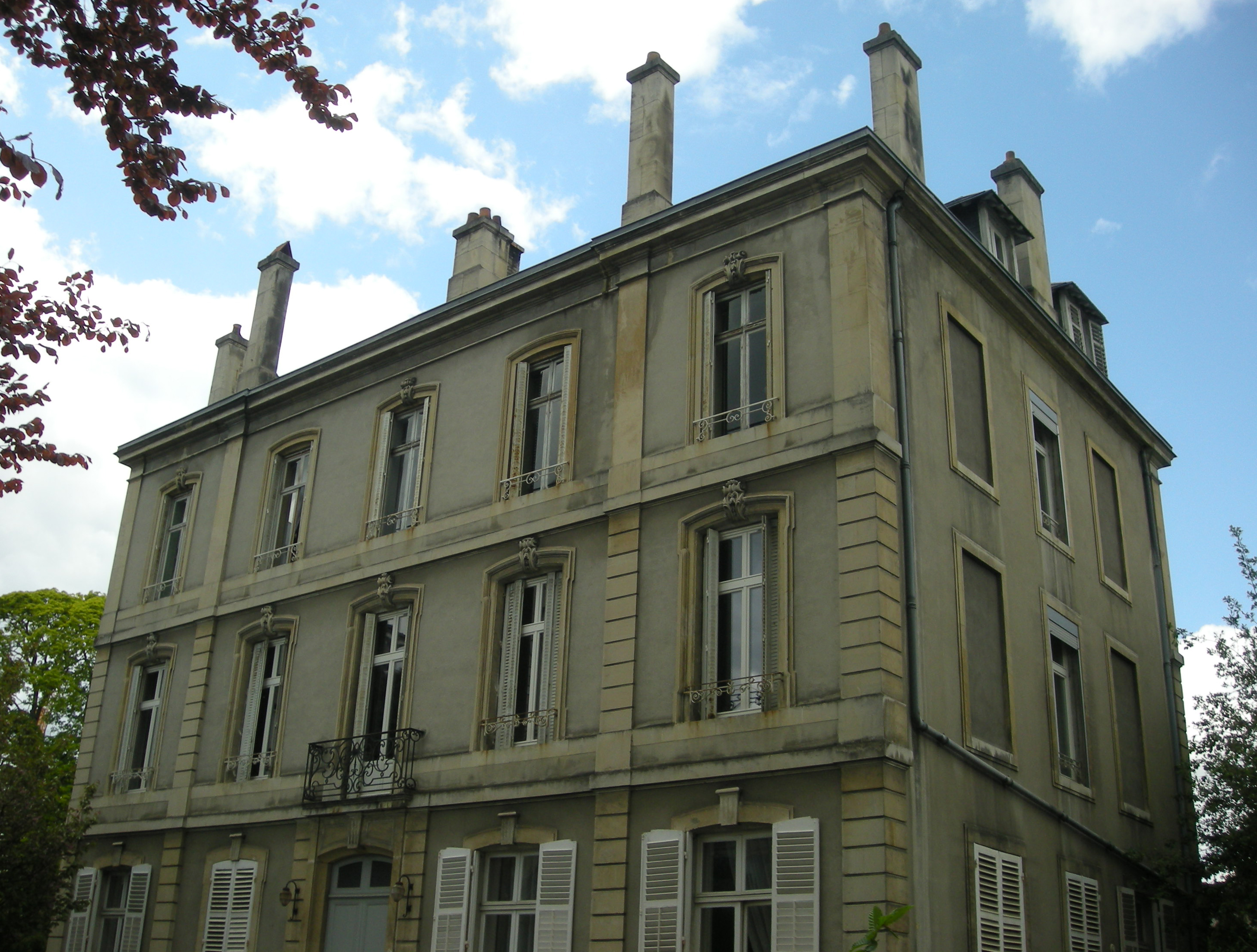
Casa construïda per Charles Gallé al n. 2 de l'avinguda de la Garenne (Nancy)

El seu pare, Charles Gallé (1818-1902), era d'una envergadura poc comuna. Artista pintor, amb domini del delicat art de l'esmalt, si bé després del seu matrimoni amb Fanny Reinemer filla d'una família de comerciants en pises i vitralls, va orientar l'empresa familiar cap a una producció pròpia i va aconseguir l'èxit. Va ser en aquest ambient eclèctic que Émile va rebre una educació alhora atenta i audaç.
Després dels estudis secundaris a Nancy, va aprendre l'alemany a Weimar el 1865 i va prosseguir estudis de mineralogia. Posteriorment va aprendre els oficis de vidre a Meisenthal i de ceràmica a la Faïencerie de Saint-Clément. El seu enfocament no és simplement teòric i Émile no tem d'iniciar-se al vidre bufat. Aquests coneixements es van afegir als que havia adquirit d'ebenisteria i sobretot la passió familiar per a les ciències naturals i més particularment per a les plantes que el va portar al dibuix.
Émile Gallé portava una vida senzilla, fins i tot austera. Va efectuar estudis sobre les plantes, els animals, els insectes. Algunes vegades, acompanyava el seu pare. Al vespre, llegia seleccions de poesia. Aquesta influència va ser notable sobretot cap a 1882, quan ja havia assimilat les diferents experiències de la seva joventut. De 1884 a 1889, va cristal·litzar les seves idees en el seu llibre Escrit per a l'Art. Amb l'estat d'ànim de la societat del seu temps, Gallé va recollir en el seu art les províncies perdudes d'Alsàcia i de Lorena. Per a l'exposició de 1889, va desenvolupar, a través de les seves decoracions simbòliques, el tema del patriotisme.
Va ser poc conegut pel seu compromís social, sobretot amb el seu amic, el botànic Georges Le Monnier. Humanista convençut, va ser un dels fundadors de la Universitat popular de Nancy i va ser tresorer de la Lliga francesa per als drets de l'home. Defensor dels jueus de Romania i, malgrat els riscos comercials, va ser un dels primers a defensar públicament Alfred Dreyfus, sobretot a la seva ciutat.

### Els viatges
De 1862 a 1866: va ser a Alemanya, en particular a Weimar.
1866: va ser a Meisenthal, a la vall de la Saar, on treballava a les vitralleries de Burgun, Schwerer & Cie, on va desenvolupar els seus coneixements sobre la química del vidre.
1870: va tornar a Saint-Clément on, juntament amb Victor Prové, compon un servei de vaixelles rústiques abans de comprometre's voluntàriament com a soldat en la guerra.
1871: va ser a Londres on va treballar al museu de Kensington i al jardí botànic.

### L'estada a París

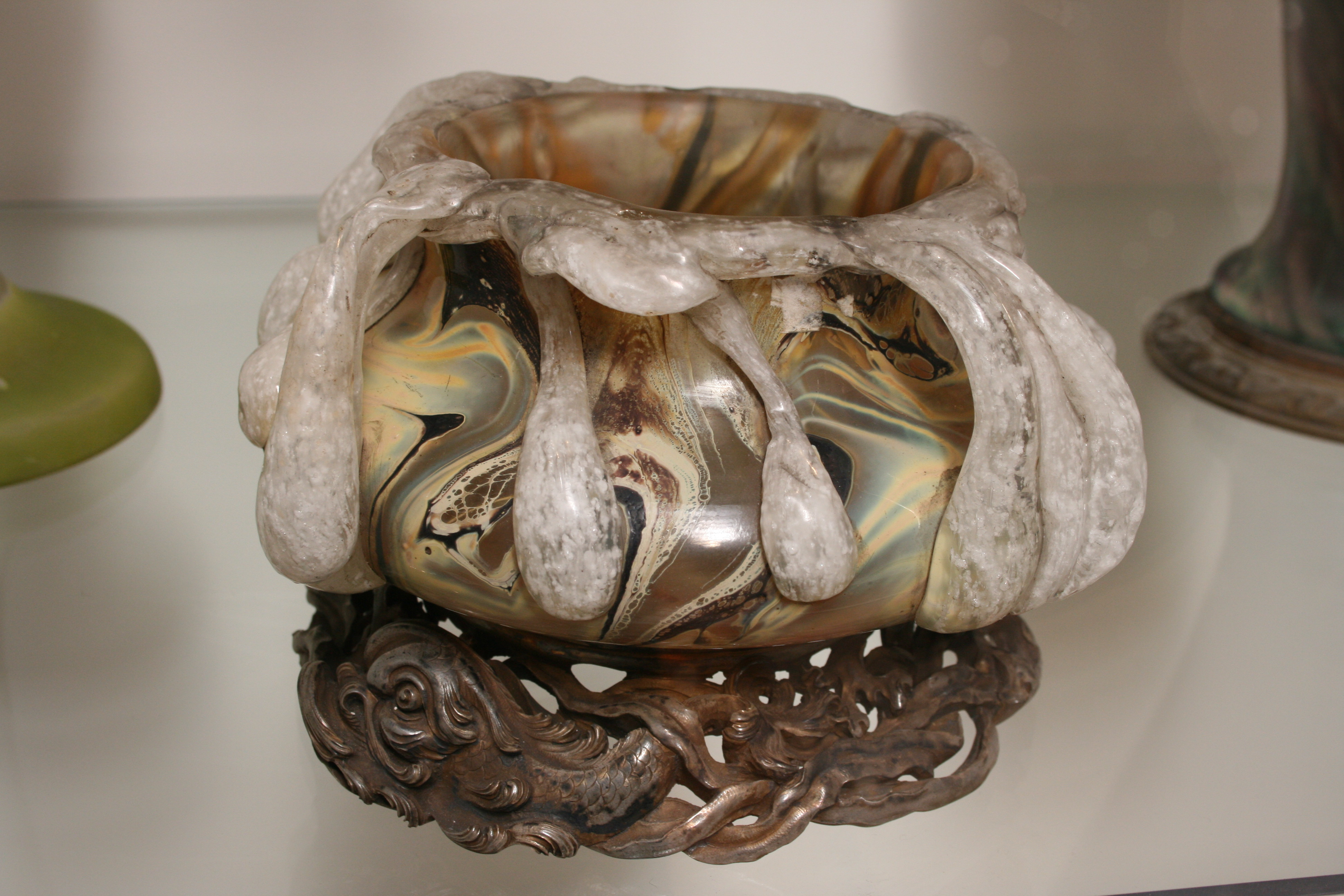
Marbrejats i superposicions

Va estudiar l'art dels vidres antics, els esmalts de base de les làmpades àrabs de Philippe-Joseph Brocard, els gerros de vidre de riques matèries, gairebé-xineses o l'art japonès d'Eugène Rousseau, període del japonisme.
Va tornar a Nancy, amb noves vies d'exploració de la tècnica del vidre i treballa a imitar la naturalesa amb ratlles, nusos, estelles, reflexos, ombres, clapejades...
Superposava capes de matèries i interposa fulles d'or i de plata. Planteja clapejats i esgarrapades.

### Recorregut professional

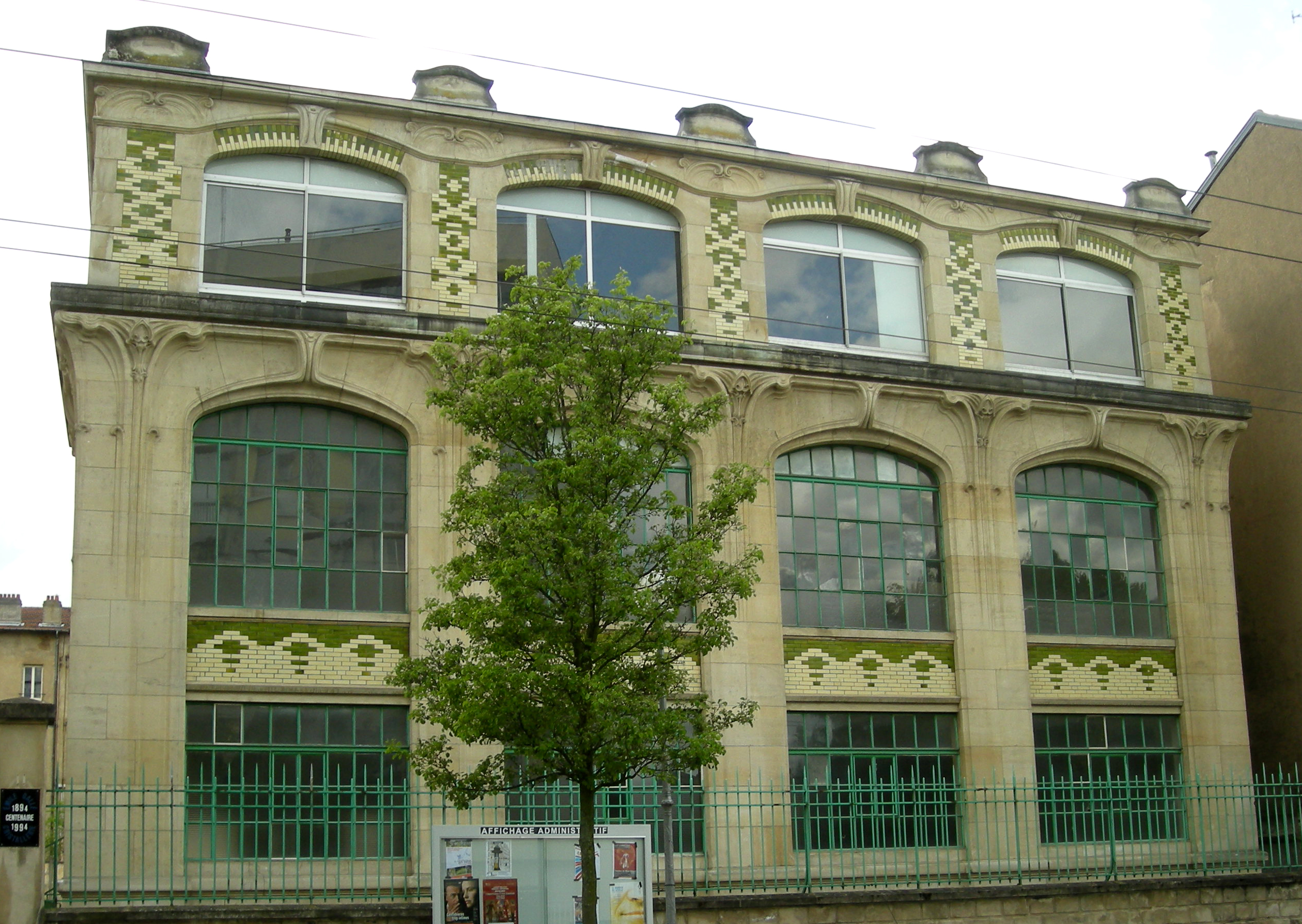
La cristalleria creada a Nancy el 1894 situada al 86 del boulevard Jean Jaurès que va esdevenir l'Escola Especial de Radioelectricitat.

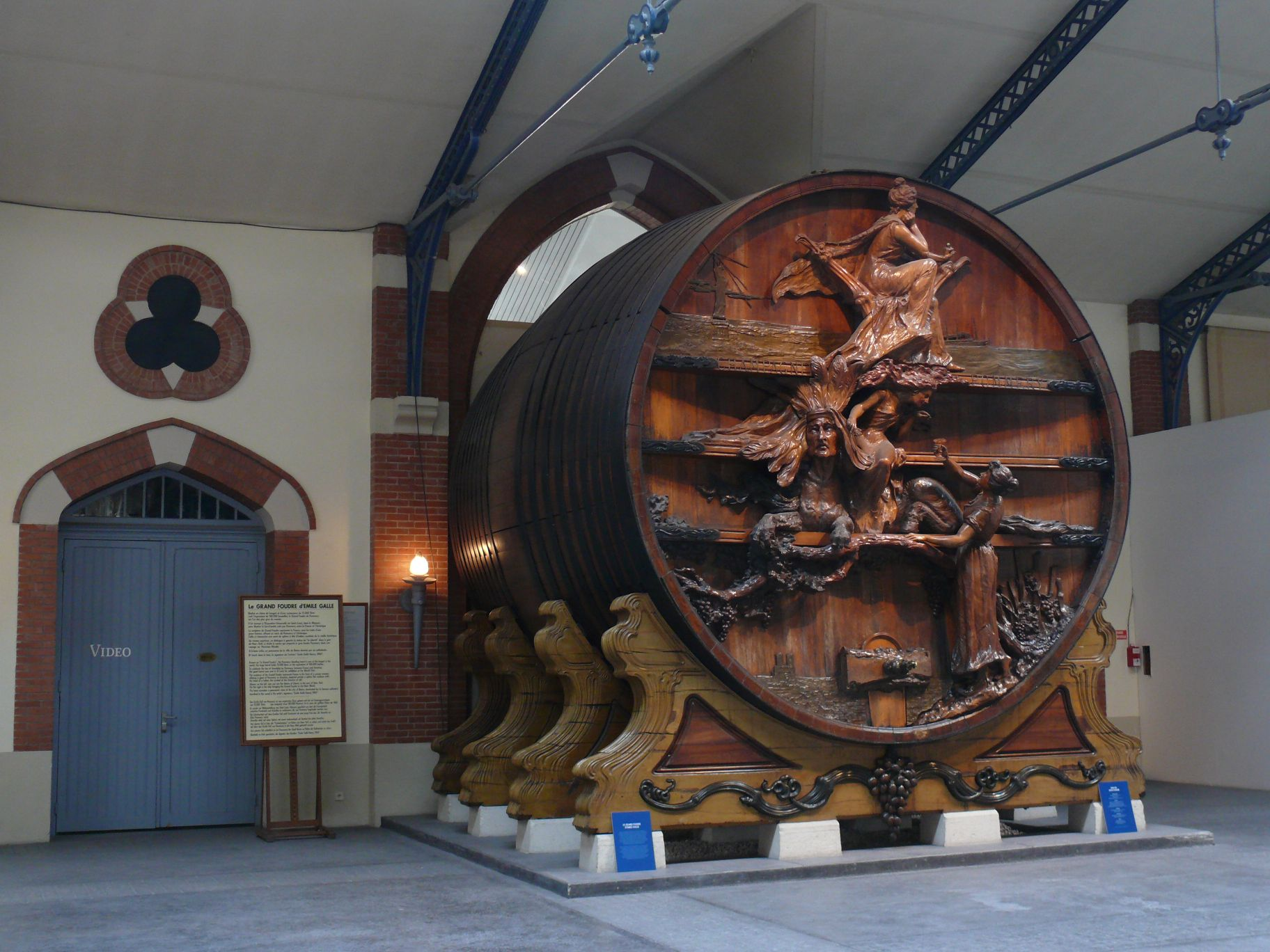
El Gran llampec

1875: Es va casar amb Henriette Grimm.
1877: Va reprendre les activitats desenvolupades pel seu pare i s'instal·la a la Garenne.
1878: Va participar en l'Exposició Universal de París. La seva fama s'estén al món sencer: n'obté quatre medalles d'or.
1883: Va construir grans tallers de ceràmica, cristalleria i ebenisteria. Es va instal·lar una habitació al taller on desenvolupa els seus projectes. Molts artistes i artesans van començar a treballar per a ell. Va instal·lar diversos comerços on exhibeix periòdicament les seves pròpies obres.
1884: Va exposar a París "La Pedra, el Bosc, la Terra, el Vidre" per la qual va obtenir una medalla d'or.
1885: Exposa a París
1889: 
- Va rebre el gran premi de l'Exposició Universal de París (1889). Va rebre la Legió d'Honor.
- En aquesta època, treballen per ell aproximadament tres-cents artistes i artesans. Prohibeix als seus col·laboradors reproduir ni una flor sense tenir el model davant els seus ulls.

1893: Va participar en l'exposició universal de Chicago.
1894: Va obrir la seva vitralleria i participa en l'exposició d'art decoratiu de Nancy.
1897: Va participar en l'exposició de Múnic on va rebre una medalla d'or. Posteriorment, va exposar a Frankfurt i a Londres.
1900: El colofó de la seva carrera varen ser dos grans premis i una medalla d'or. La seva col·laboradora Rosa Wild va obtenir una medalla de bronze a l'exposició Universal de París. Va ser nomenat comandant de la Legió d'Honor i el 19 de maig, va ser admès a l'Acadèmia de Stanislas de Nancy, on va pronunciar un discurs de recepció sobre la decoració simbolista.
1901: 
- Va participar en l'exposició de Dresden.
- Va crear l'Escola de Nancy amb Victor Prové, Louis Majorelle, Antonin Daum i Eugène Vallin, una aliança de la qual n'era el president.

1902: 
- Va participar en l'Exposició de les Arts Decoratives de Torí. Cobert d'honors i de glòria, va ser nomenat membre de la Societat de les Belles arts de París i de diverses societats científiques.
- Va dibuixar a instàncies d'Henri Gallice, llavors director general de la bodega de xampany Perrier-Jouët, una ampolla adornada d'anemones blanques que evoquen el raïm chardonnay.

1903 :
- Exposició al pavelló de Marsan, a París, del gerro Érable sycomore cosignat per Rosa Wild.

El 1904, va dirigir el "Gran llampec" per a l'Exposició Universal de Saint Louis (Missouri). La fabricació del llampec es va fer a la casa Fruhinsholz.
El 23 de setembre de 1904, va morir d'una leucèmia a l'edat de 58 anys. Descansa al cementiri de Préville, a Nancy.

## Producció

### Les obres en vidre
Gallé va ser l'inventor de diverses tècniques, com la marqueteria de vidre (diploma que diposita el 1898), per imposició de petites inclusions de vidre en la pasta en fusió.
Després de la mort de Gallé, el 1904, la seva vitralleria va continuar produint fins a 1936.
Cada peça portava la signatura de Gallé, amb centenars de variants que donen lloc a catàleg, però no són totes referenciades. Excepte escasses excepcions, les obres són totes signades, sigui encastat sota la peça o al cos en relleu camafeu o calcogràfica. En vida de Gallé, les signatures eren revisades particularment i supervisades per l'artista. Després de 1904, les marques gallέ, sobre el cos de les peces dels establiments Gallé, varen ser relativament estandarditzades però, encara i tot, varen romandre nombroses variants. Les signatures i marques permeten, en principi, datar les peces.
La producció de 1904 a 1906, i després molt esporàdicament (però mai després de 1914), la signatura està precedida d'un petit estel, que alguns antiquaris poc escrupolosos no vacil·len a eliminar per fer veure que l'obra ha estat produïda en vida de Gallé. Després de 1906, per haver estat considerada un detall mòrbid, va ser eliminada. De 1904 a 1914, la producció és molt propera de les peces industrials que sortien de la fàbrica Gallé abans la seva mort. Es tracta gairebé exclusivament de peces en vidre multicapa gravada a l'àcid, de vegades retocades amb la mola per a eliminar els defectes, els motius són gairebé sempre recuperacions dels creats per Gallé.
De 1918 a 1936, es va realitzar una producció a gran escala i estandarditzada. La majoria de les peces que avui es troben al mercat daten d'aquesta època, corresponen a duplicats de peces en vidre multicapa o gravades a l'àcid. La producció és de bona qualitat tècnica, almenys per a les grans peces, comptant que el domini de l'atac àcid sigui perfecte, mentre que les peces produïdes anteriorment, en vida de Gallé, o de 1904 a 1914, de vegades presentaven defectes. Es varen crear nous motius de vegades allunyats de l'estil Art Nouveau amb decoracions estilitzades, amb una nova tècnica anomenada modelat per bufat, com en el cas del gerro dels elefants produït per a l'exposició universal de 1925. Però la banalització d'aquesta producció a gran escala i la manca de renovació artística van acabar per cansar els clients; la crisi econòmica va posar final a la producció de la fàbrica Gallé el 1936.
La cota assolida per les vitralleries Gallé a finals dels anys 1980 va atreure els falsificadors. Actualment circulen algunes falsificacions en el mercat, simulant més o menys les veritables signatures, de vegades acompanyades de l'esment Tip. Aquestes còpies, sovint interpretacions de llums i gerros amb l'àcid, generalment de color clar, es poden reconèixer en alguns detalls tècnics que redueixen la qualitat de la realització.

#### Galeria

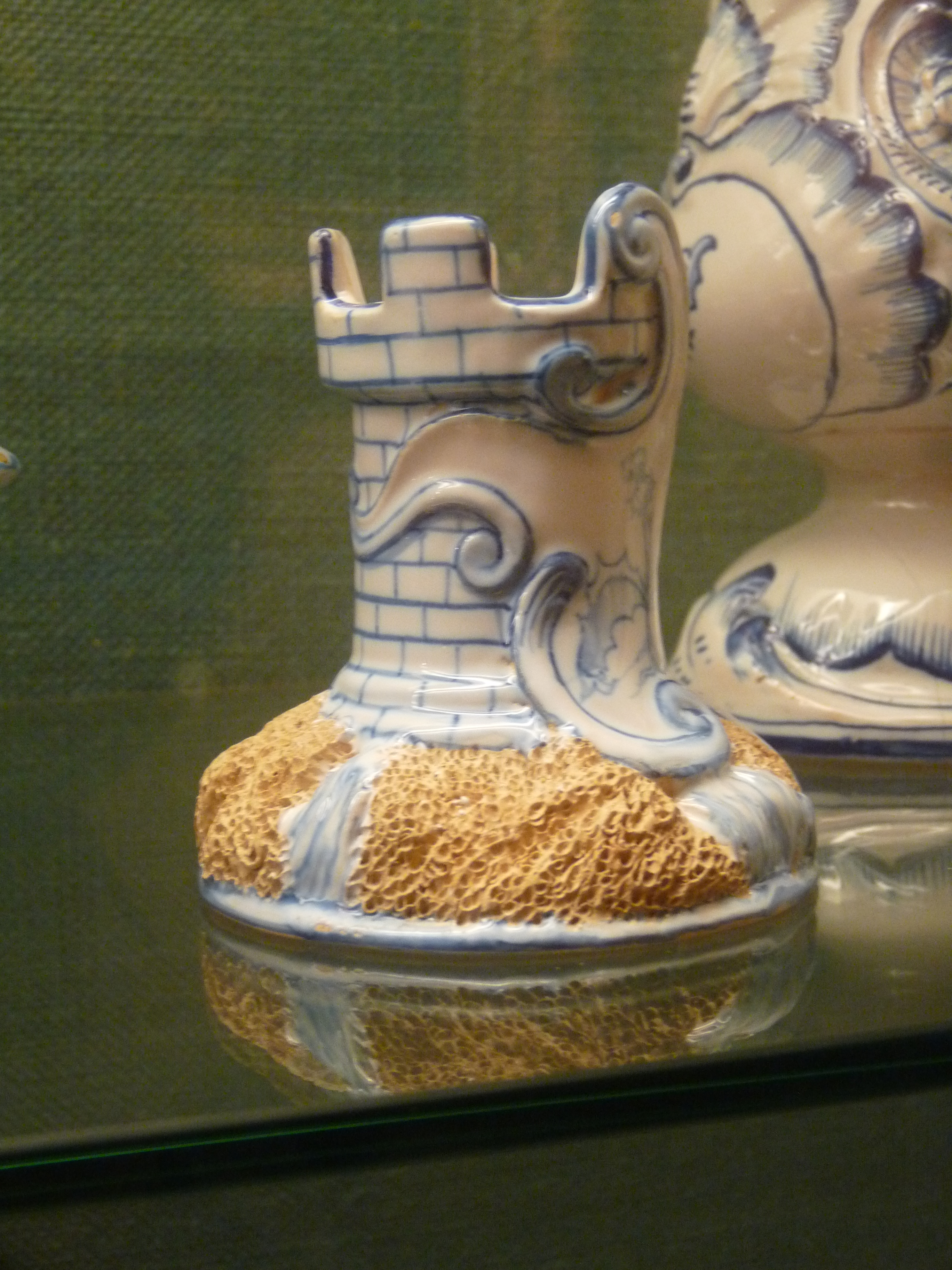
Ceràmica Émile Gallé de la Faïencerie de Saint-Clément cap a 1875
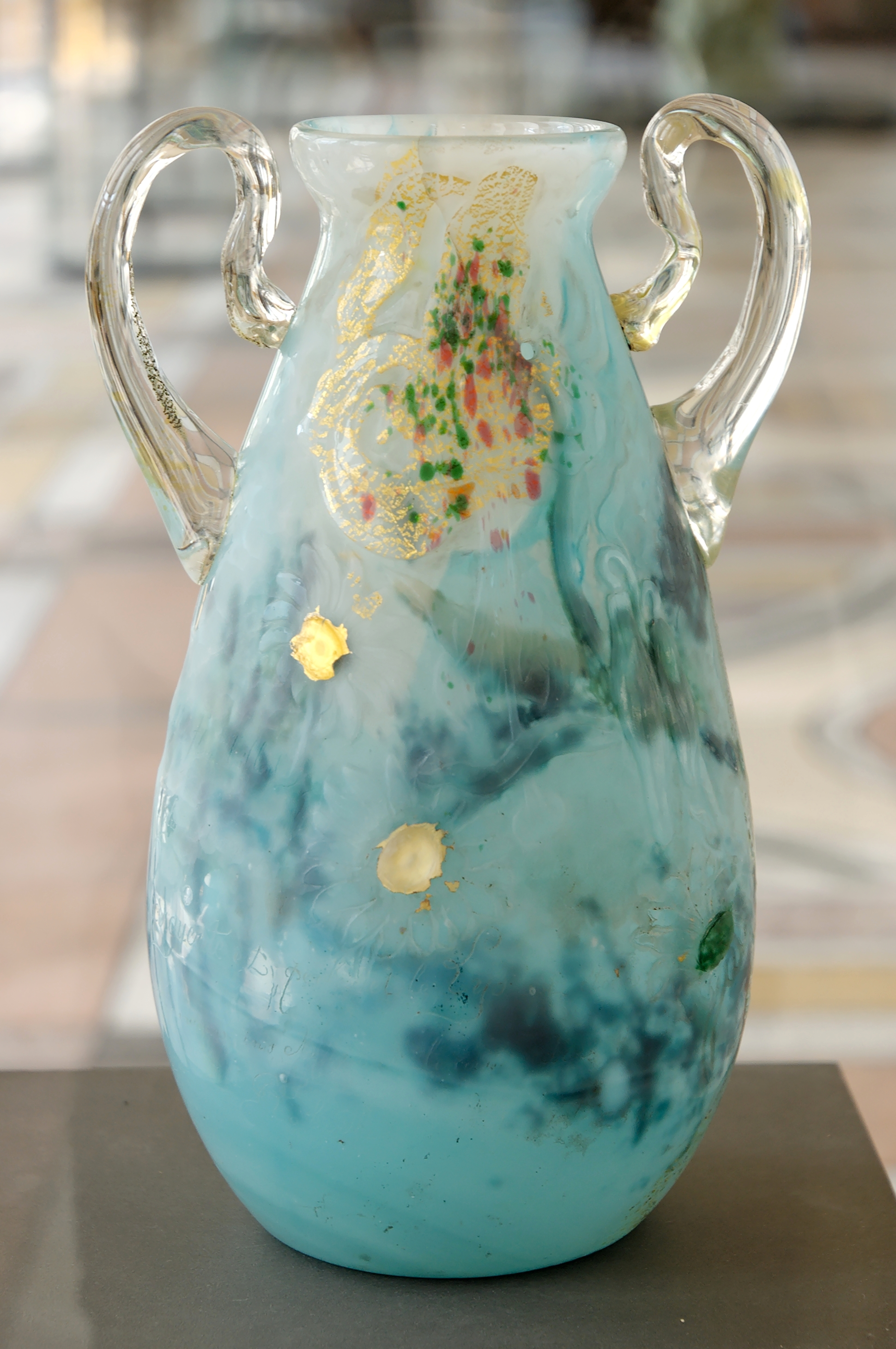
Creació artística d'Émile Gallé de 1896
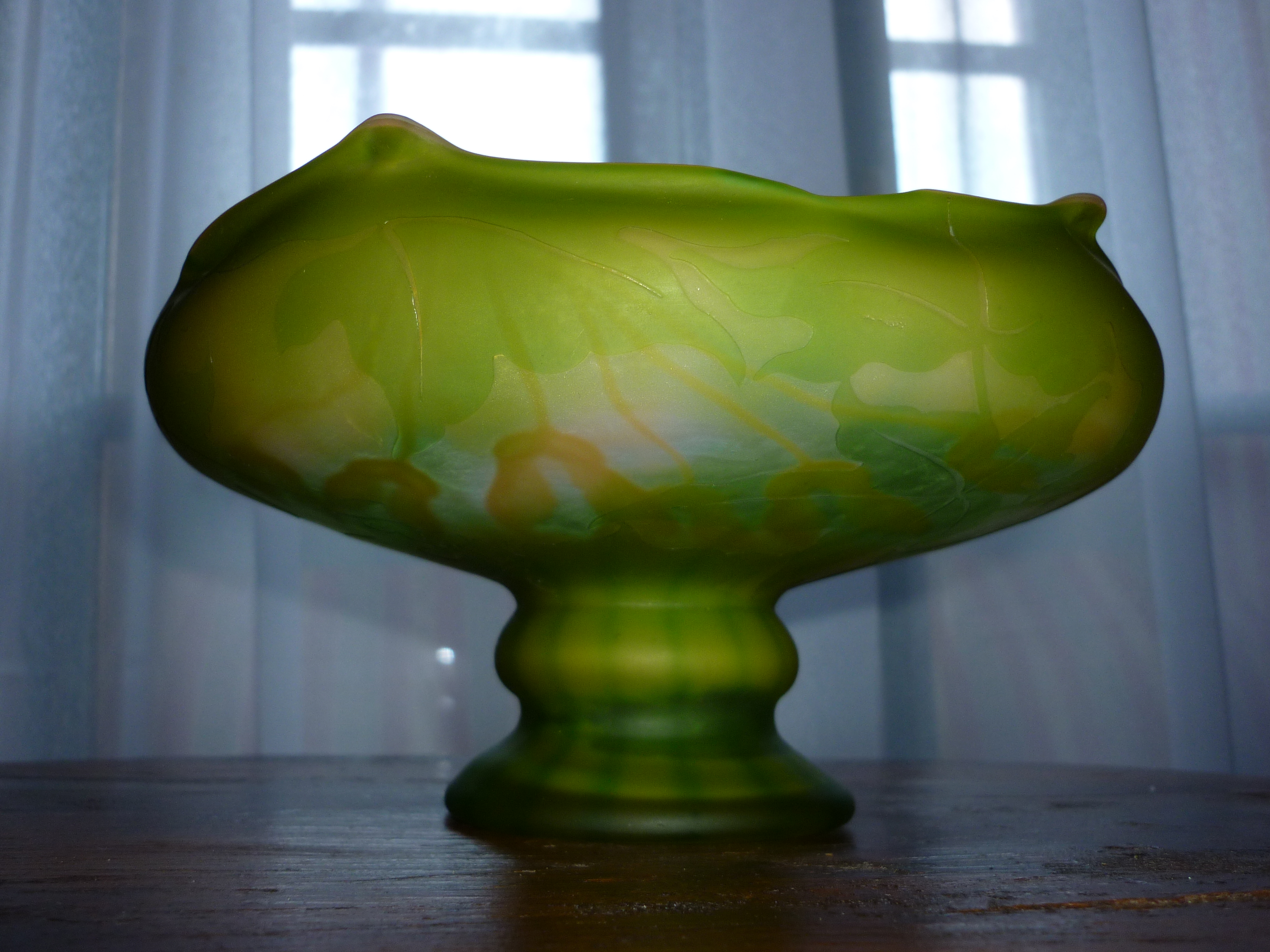
Copa de petita sèrie en vidre multicapa gravada a l'àcid (vers 1900)
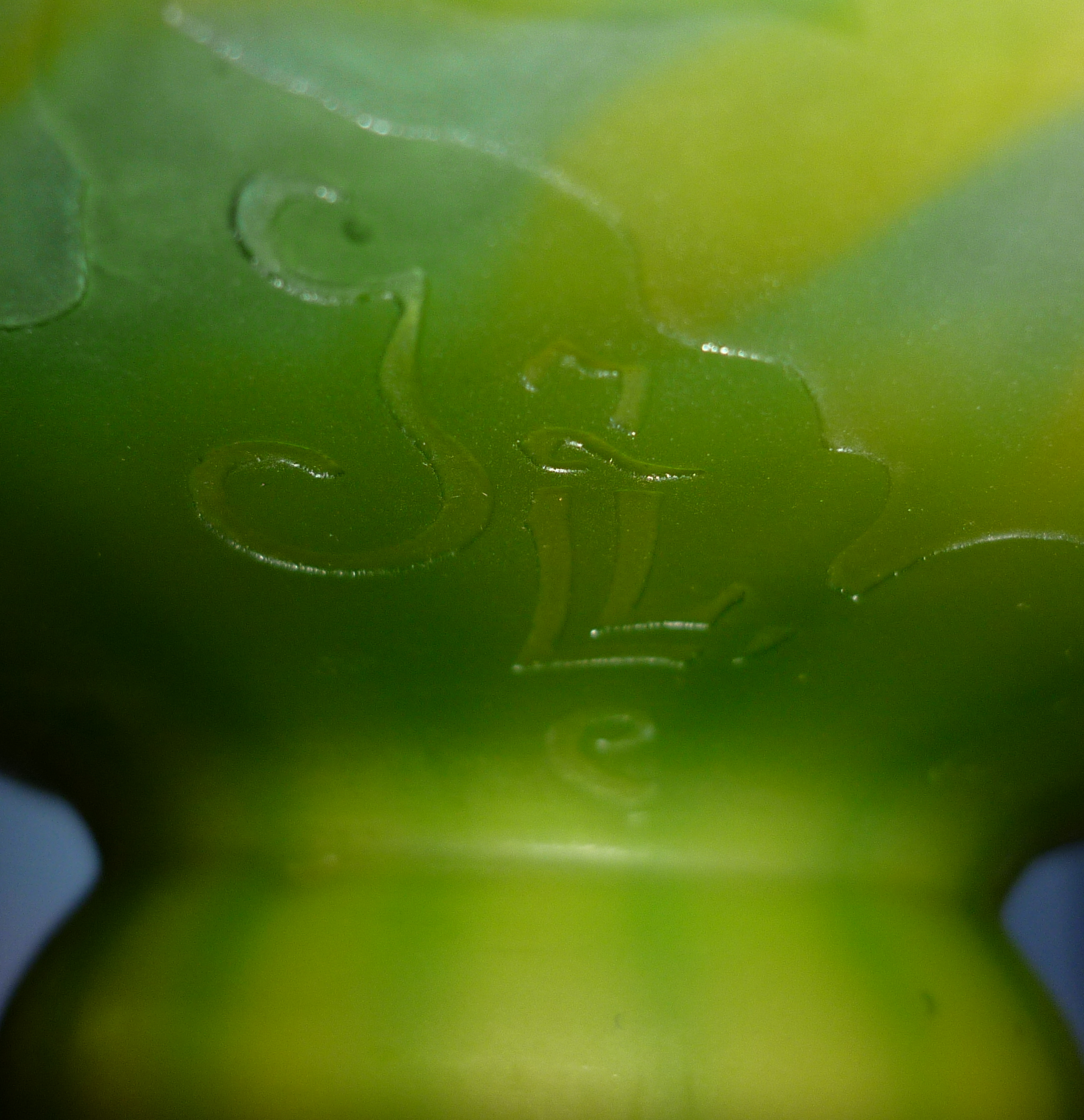
Una de les nombroses signatures Gallé (establiments Gallé) (vers 1900)
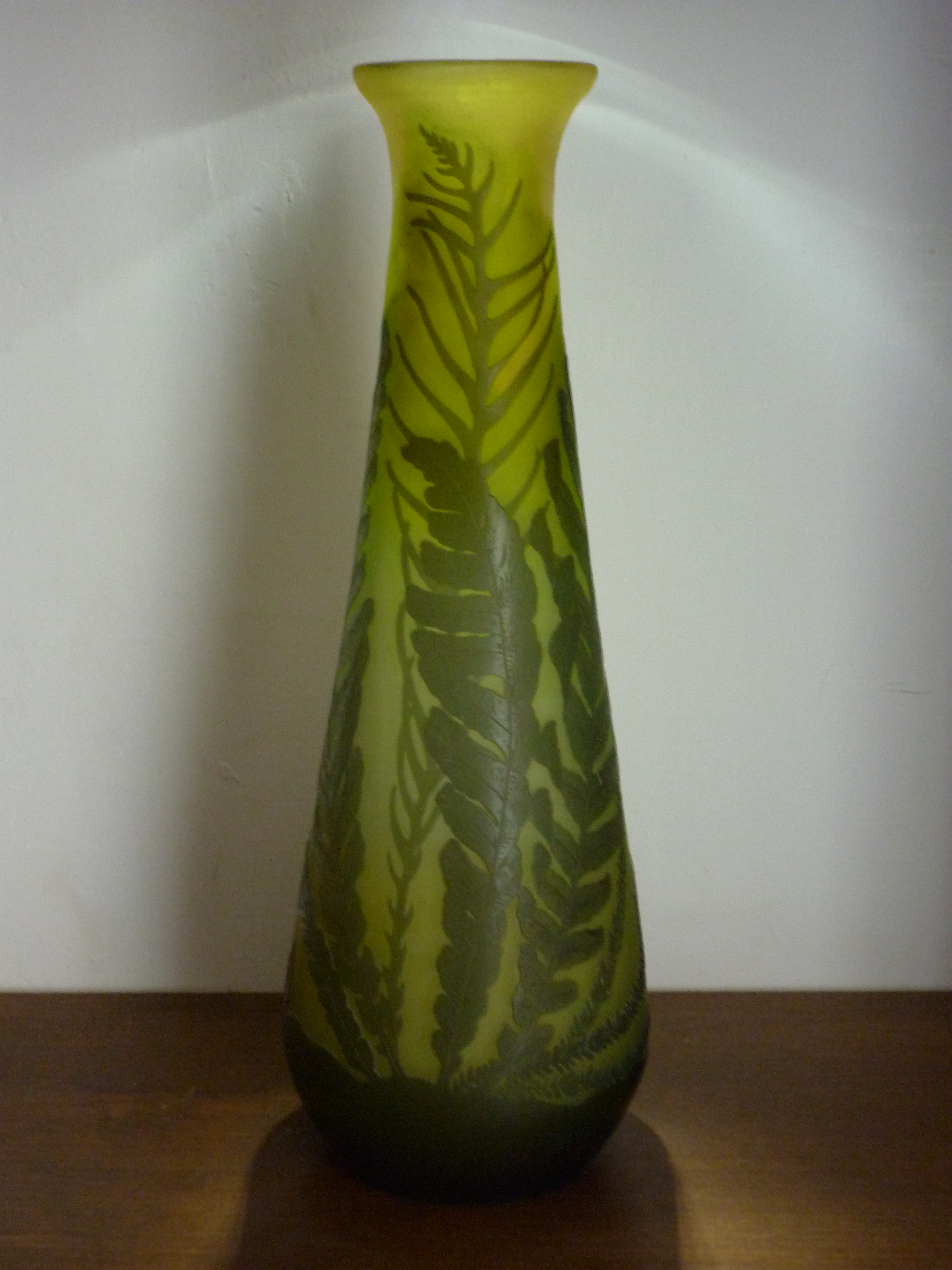
Gerro de tiratge industrial amb falgueres (vers 1904)
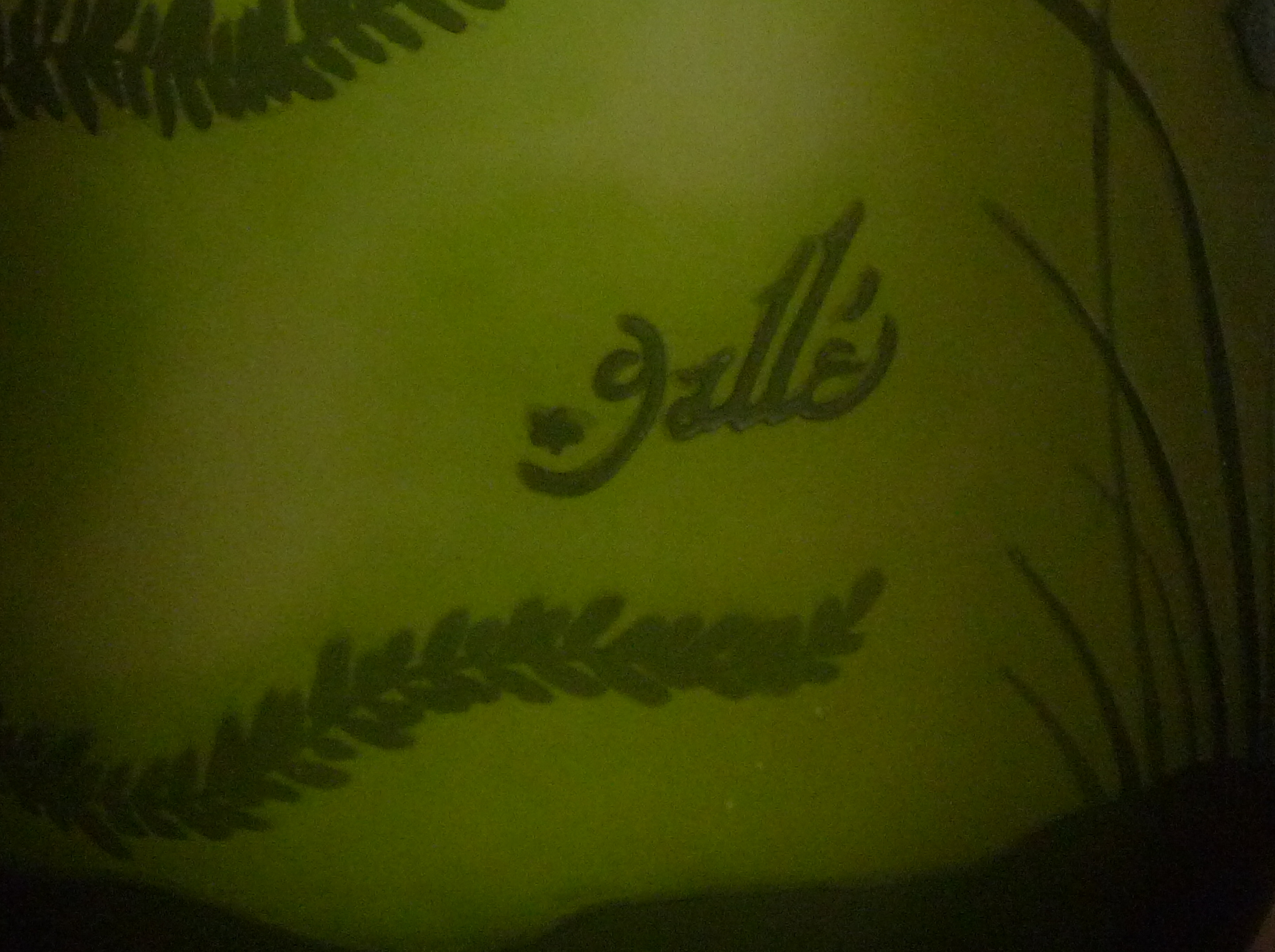
Escassa variant no subratllada de la signatura amb l'estel (període 1904-1906)
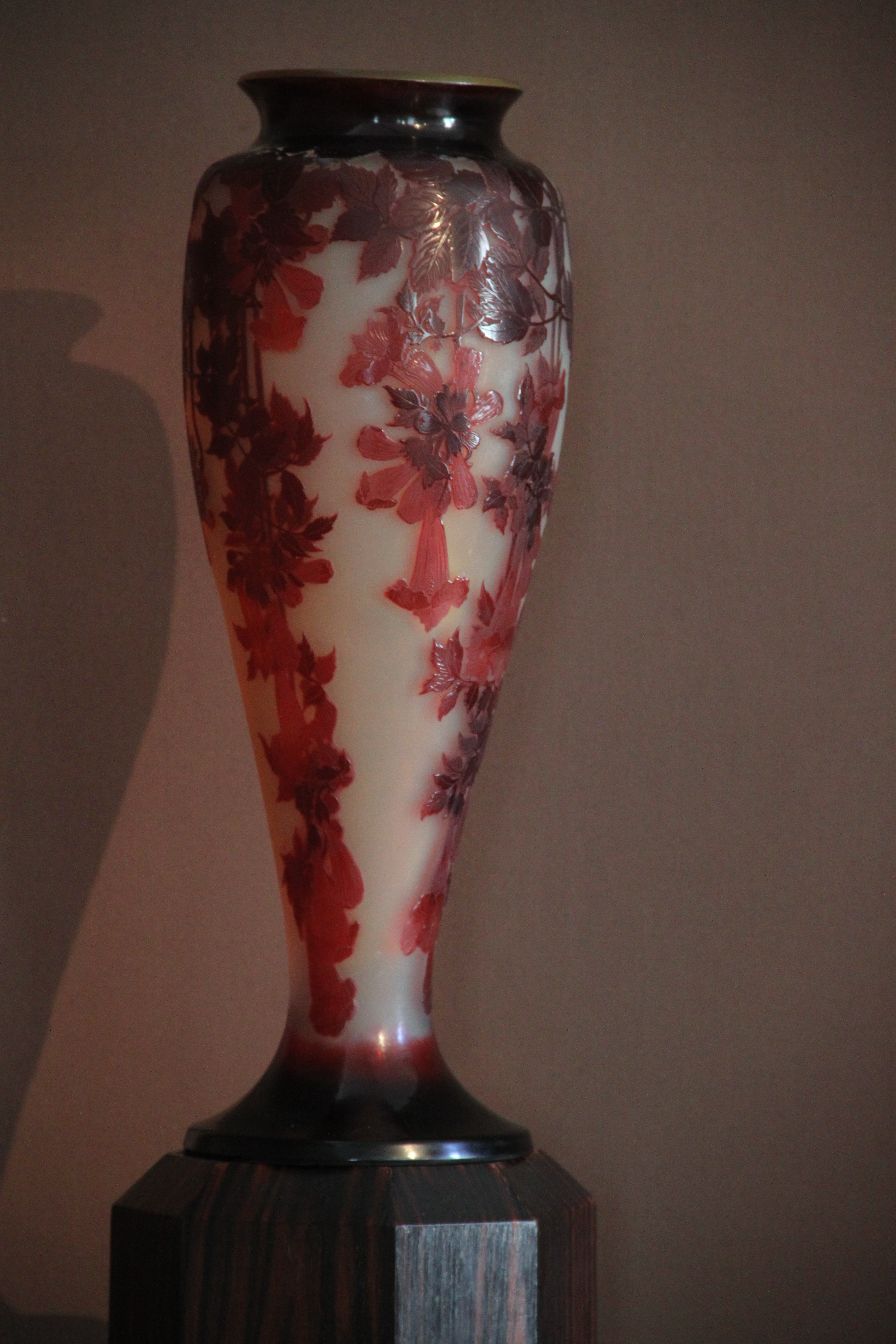
Treball a l'àcid sobre vidre multicapa (vers 1925)

### Els treballs de ceràmica
Émile Gallé va succeir el seu pare en el seu treball per la Faïencerie de Saint-Clément cap a 1868. Va desenvolupar sobretot ceràmiques inspirades en els estils Louis XV i Louis XVI.

### Els escrits
- Cartes per a l'art : Correspondència, 1882-1904, amb Roger Marx, edició establerta per Françoise-Thérèse Charpentier i completada per Georges Barber-Ludwig i Bernard Ponton, Nuée blau, Estrasburg, 2006, 346 p. (ISBN 2716506906).ISBN 2716506906<
- La Decoració simbòlica (discurs de recepció a l'Acadèmia de Stanislas, sessió pública del 17 de maig de 1900), impremta Pastor-Levrault i Cie, 1900.
- Escrits per a l'art : Floriculture, art décoratif, notes d'exposició, amb una préface de Françoise Thérèse Charpentier, així com una iconographie, Laffitte, Marsella, 1980, 379 p.; réimpression de la primera edició, Llibreria Renouard, H. Laurens, París, 1908.